# Garden Grove (California)
Garden Grove es una ciudad situada en el norte del condado de Orange (California, Estados Unidos), a 34 millas (55 km) al sureste de la ciudad de Los Ángeles, en el área metropolitana de Los Ángeles. La ruta estatal 22, también conocida como la autopista Garden Grove Freeway, pasa por la ciudad en dirección este-oeste. La parte occidental del municipio conforma una comunidad dentro de la propia ciudad, conocida como West Garden Grove. La población es conocida fuera del Sur de California por su catedral católica, denominada anteriormente y de manera informal la Catedral de Cristal de Dante Gebel, desde donde se hacían transmisiones religiosas para la población hispana.
Fundada en 1874, en el año 2009 tenía una población de 174.715 habitantes y una densidad poblacional de 3,749.25 personas por km². 

## Geografía
Garden Grove se encuentra ubicada en las coordenadas 33°46′44″N 117°57′37″O / 33.77889, -117.96028. Según la Oficina del Censo, la ciudad tiene un área total de 46,7 km² (18,0 mi²), de la cual 46,6 km² (18,0 mi²) es tierra y 0,1 km² (0 mi²) (0.11%) es agua.

## Demografía
Según la Oficina del Censo en 2000 los ingresos medios por hogar en la localidad eran de $47,754, y los ingresos medios por familia eran $49,697. Los hombres tenían unos ingresos medios de $33,295 frente a los $26,709 para las mujeres. La renta per cápita para la localidad era de $16,209. Alrededor del 13.9% de la población estaban por debajo del umbral de pobreza.

## Educación
En la mayor parte de la ciudad, el Distrito Escolar Unificado de Garden Grove gestiona escuelas públicas.